# Thechambu
Thechambu (en népalais : थेचम्वु) est un comité de développement villageois du Népal situé dans le district de Taplejung. Au recensement de 2011, il comptait 3 386 habitants.